# 青木由行
青木 由行（あおき よしゆき、1962年〈昭和37年〉12月9日 - ）は、日本の建設・国土交通官僚。

## 経歴
山口県山口市生まれ。灘高等学校を経て、1986年3月に東京大学法学部を卒業。国家公務員採用Ⅰ種試験(法律)に合格して、1986年4月に建設省に入省。

## 年表
基本的な出典
- 1986年
  - 03月：東京大学法学部卒業
  - 04月：建設省入省
- 1991年10月：建設省北陸地方建設局用地部用地第一課長
- 1992年04月：建設省北陸地方建設局総務部人事課長
- 1993年08月：国土庁長官官房総務課課長補佐
- 1995年07月：建設省住宅局民間住宅課課長補佐
- 1996年04月：宮崎県企画調整部総合交通課長
- 1999年04月：宮崎県企画調整部企画調整課長
- 2000年04月：建設省大臣官房人事課課長補佐
- 2000年07月：建設省都市局都市計画課課長補佐
- 2001年01月：国土交通省大臣官房地方課公共工事契約指導室課長補佐
- 2001年04月：国土交通省都市・地域整備局企画課課長補佐
- 2001年05月：国土交通省道路局路政課企画専門官
- 2003年04月：国土交通省道路局総務課企画官
- 2004年04月：国土交通省都市・地域整備局まちづくり推進課都市開発融資推進官
- 2005年04月：鳥取県生活環境部次長
- 2006年04月：鳥取県文化観光局長
- 2007年05月：鳥取県企画部長
- 2009年07月：国土交通省大臣官房付・内閣官房内閣参事官（内閣官房副長官補付）・内閣官房地域活性化統合事務局参事官
- 2011年07月：内閣官房東日本大震災復興対策本部事務局参事官
- 2012年02月：復興庁統括官付参事官
- 2012年04月：国土交通省土地・建設産業局建設産業課長
- 2014年06月：国土交通省総合政策局政策課長
- 2015年07月31日：国土交通省道路局次長[3]
- 2017年07月11日：国土交通省大臣官房建設流通政策審議官[4]
- 2018年07月31日：国土交通省都市局長[5]
- 2019年07月09月：国土交通省土地・建設産業局長[6]
- 2020年07月01日：国土交通省不動産・建設経済局長[7]
- 2021年07月01日：内閣府地方創生推進事務局長[8][9]
- 2022年07月01日：出向（国土交通省）[10]
- 2022年10月05日：一般社団法人不動産適正取引推進機構理事長[11]